# God Save the Queen (chanson)
Pour les articles homonymes, voir God Save the Queen (homonymie).
Singles de Sex Pistols
Anarchy in the U.K.
(1976) Pretty Vacant
(1977)
God Save the Queen est le deuxième single du groupe de punk rock britannique Sex Pistols. Il sort durant le vingt-cinquième anniversaire de l'accession au trône de la reine Élisabeth II en 1977.
Les paroles, tout comme la pochette, font polémique à l'époque, et la chanson est retirée des ondes de la BBC. La chanson est privée de la première place du hit-parade (classé deuxième) en raison d'une manipulation du British Phonographic Institute.

## Vue d'ensemble
Le single sort le 27 mai 1977. Le titre est directement emprunté à God Save the Queen, l'hymne national britannique. À l'époque, cela prête notoirement à controverse, d'abord en raison de l'identification de la reine à un « régime fasciste », et deuxièmement à cause de la phrase There's no future in England's dreaming.
Le groupe réfute la croyance populaire selon laquelle le morceau aurait été créé à cause du jubilé. Ainsi Paul Cook déclare : « Nous ne l'avions pas écrit spécialement pour le jubilé de la reine. Nous n'en étions pas au courant à l'époque. Il ne s'agissait pas d'un effort volontaire en vue d'être diffusés et de choquer tout le monde. » Johnny Rotten explique les paroles comme suit : « On n'écrit pas une chanson comme God Save the Queen parce qu'on déteste la race anglaise. On écrit une telle chanson parce qu'on les aime, et qu'on en a marre de les voir maltraités. » Son intention était apparemment de susciter de la sympathie pour la classe ouvrière anglaise, et un ressentiment général envers la monarchie.
Le 7 juin 1977 (le jour précis du jubilé), le groupe essaie d'interpréter la chanson sur un bateau naviguant dans la Tamise, à l'extérieur du palais de Westminster. Après une bagarre impliquant le participant Jah Wobble et un cadreur, onze personnes sont arrêtées quand le bateau arrive au port, parmi lesquelles plusieurs proches du groupe.
La chanson culmine à la 2e place (derrière I Don't Want To Talk About It de Rod Stewart) dans le hit-parade des singles britanniques officiel utilisé par la BBC, bien qu'il existe des rumeurs persistantes (jamais confirmées ni démenties) laissant entendre qu'il s'agit en fait du single s'étant le mieux vendu au Royaume-Uni à l'époque, et qu'on l'a empêché d'avoir la première place à cause du scandale que cela aurait pu provoquer. Le single atteint la première place au hit-parade officieux des singles du New Musical Express. La chanson est interdite de diffusion par la BBC et l'Independent Broadcasting Authority (en) (Autorité de diffusion indépendante) qui régule le consortium des stations de radio locales (Independent Local Radio), ce qui dans les faits la prive de toute exposition médiatique. De plus, certains magasins ne s'en sont pas approvisionnés. Puisque le hit-parade officiel de l'époque est déterminé à partir des rapports de vente fournis par un certain nombre de points de vente choisis dans un panel plus large, il est théoriquement possible que la deuxième position attribuée au single résulte non pas d'une non-prise en compte des ventes à proprement parler, mais de la sélection d'un certain nombre de magasins ne vendant pas le disque comme source de données pour le hit-parade de la semaine en question.
L'expression« no future », refrain final de la chanson, est devenue emblématique du mouvement punk rock. Les paroles sont à l'origine du titre du livre primé écrit en 1991 par Jon Savage sur l'histoire des Sex Pistols et du punk rock, England's Dreaming.
Avant que le groupe ne signe chez Virgin, quelques copies de God Save the Queen avaient été éditées sous le label A&M. Elles font maintenant partie des disques les plus précieux jamais édités au Royaume-Uni, avec une valeur de revente en 2006 comprise entre 500 £ et 13 000 £ la copie, selon l'état du disque.
La chanson est également présente dans l'album Never Mind the Bollocks, Here's the Sex Pistols, sorti en 1977, ainsi que plusieurs albums de compilation ultérieurs.
Le magazine Rolling Stone classe God Save the Queen 173e dans sa liste des 500 plus grandes chansons de tous les temps ; c'est l'une des deux chansons du groupe figurant sur la liste avec Anarchy in the U.K.. Le magazine Sounds le consacre single de l'année en 1977. En 1989, elle était 18e dans la sélection des 150 meilleurs singles de tous les temps des journalistes de NME. Q Magazine la classe première en 2002 dans sa liste des « 50 chansons les plus excitantes de tous les temps » et 3e dans sa liste des « 100 chansons qui ont changé le monde » en 2003. La chanson est classée 54e meilleure chanson britannique de tous les temps par XFM en 2010.
En 2007, NME initie une campagne visant à placer la chanson numéro un dans le hit-parade britannique et encourage ses lecteurs à acheter ou télécharger le single le 8 octobre. Cependant, elle ne parvient à atteindre que la 42e place.
Dans les années 1980, Todd Graham (Apocalypse Pooh, Blue Peanuts), étudiant en art à Toronto, crée une vidéo où l'on peut entendre la chanson accompagnée d'un montage de séquences du Archie Show, de telle sorte que les personnages semblent chanter la chanson. Dans la dernière scène, on peut voir un personnage du Archie Show, Betty, accompagné d'une séquence audio de Nancy Spungen au sujet de son petit ami, Sid Vicious. La vidéo est réalisée à l'aide d'un programme d'édition pour cassettes VHS, qui est un outil informatique courant pendant les années 1980. Elle est enlevée de YouTube récemment pour cause de violation du droit d'auteur.
En 2022, le single est réédité quelques jours avant les festivités célébrant les 70 ans de règne d'Élisabeth II, avec une nouvelle pochette. Le 4 juin, il devient no 1 des ventes au Royaume-Uni.

## Illustration de la pochette
La pochette du disque, qui représente un portrait défiguré de la reine Élisabeth II, est conçue par Jamie Reid et est nommée en 2001 1re d'une liste des 100 plus grandes pochettes d'album de tous les temps par Q Magazine.

## Classements et certifications
| Classement (1977)                     | Meilleure position |
| ------------------------------------- | ------------------ |
| Nouvelle-Zélande (RMNZ)               | 38                 |
| Norvège (VG-lista)                    | 3                  |
| Suède (Sverigetopplistan)             | 2                  |
| Royaume-Uni (Official Charts Company) | 2                  |

| Classement (2002)                     | Meilleure position |
| ------------------------------------- | ------------------ |
| Royaume-Uni (Official Charts Company) | 15                 |

| Classement (2007)                     | Meilleure position |
| ------------------------------------- | ------------------ |
| Italie (FIMI)                         | 64                 |
| Royaume-Uni (Official Charts Company) | 42                 |

| Pays              | Certification | Date              | Ventes certifiées |
| ----------------- | ------------- | ----------------- | ----------------- |
| Royaume-Uni (BPI) | Argent        | 1er novembre 1994 | 200 000           |

## Reprises
- La chanson est réinterprétée par Anthrax dans son maxi Armed and Dangerous en 1985.
- Motörhead a fait de même sur son album We Are Motörhead en 2000.
- Une partie de la chanson est interprétée par les Foo Fighters aux MTV Europe Music Awards de 2007.
- Le groupe suédois de crossover thrash Inbördeskrig sort une version accélérée de la chanson dans sa première démo.
- Elle est aussi interprétée par le groupe Bathory dans son coffret final.
- Le groupe britannique de rock indépendant The Enemy joue la chanson sur scène dans le cadre de ses deux représentations pour son retour au pays à la Ricoh Arena de Coventry en 2008.
- Madonna la chante durant la tournée Sticky & Sweet Tour en 2009.
- La chanson est parodiée sous le titre God Save The President pour le générique de l'émission satirique Sept jours au Groland.
- Elle est reprise par Nouvelle Vague sur l'album 3.